# Barry Murphy (calciatore 1985)
Barry Murphy (Dublino, 8 giugno 1985) è un ex calciatore irlandese, di ruolo portiere.

## Carriera
Cresciuto nel Leicester Celtic, si è trasferito nel settore giovanile dello Shamrock Rovers nel 2002. Ha militato nella squadra dublinese per varie stagioni, giocando sempre da titolare tranne nel campionato 2009, quando è diventato la riserva del neoacquisto Alan Mannus. Nel febbraio 2010 si è trasferito ai rivali del Bohemians. Ha debuttato in maglia rossonera il 5 marzo 2010 contro lo Sporting Fingal (1-0). Tra il 2007 e il 2008 ha giocato tre partite in selezione irlandese Under-23.

## Palmarès

### Club

#### Competizioni nazionali
- League of Ireland Cup: 1

Shamrock Rovers: 2013